# Wikipedia czeskojęzyczna
Wikipedia czeskojęzyczna (cz. Česká Wikipedie) – czeska autonomiczna edycja językowa Wikipedii. Powstała 3 maja 2002 roku na prośbę czeskiego redaktora Wikipedii w języku esperanto.

## Historia
Za „ojca założyciela” Wikipedii czeskojęzycznej uznawany jest Vít Zvánovec ps. Guy Peters (ur. 1974) (założycielem i pierwszym administratorem był Miroslav Malovec, ur. 1953).
W maju 2005 uzyskała 10-tysięczne hasło, a w grudniu tego samego roku 20-tysięczne. Po uzyskaniu tej liczby haseł stworzono nową stronę główną, która jest bardziej szczegółowa od poprzedniej. 18 listopada 2006 Wikipedia czeskojęzyczna osiągnęła próg 50 tys. artykułów. Na dzień 5 lutego 2007 zawierała 58 748 artykułów, co dawało jej 17. miejsce wśród wszystkich edycji. 19 czerwca 2008 krótko przed północą osiągnęła liczbę 100 tys. artykułów. W marcu 2009 r. miała 19. miejsce spośród wszystkich edycji.
W 2011 osiągnęła liczbę 200 tys. artykułów, tym samym  przewyższyła pod względem ilości haseł Ottův slovník naučný i stała się największą encyklopedią pisaną w języku czeskim.
25 marca 2017 zawierała ponad 377 tysięcy artykułów (25 miejsce).